# Xavier Pollard
Xavier Tevin Joseph Pollard (Bronx, New York, 20 de diciembre de 1991) es un jugador de baloncesto estadounidense que pertenece a la plantilla de Telekom Bonn de la Basketball Bundesliga. Con 1,93 metros de estatura, juega en la posición de escolta.

## Trayectoria deportiva
Jugó durante tres temporadas con los Maine Black Bears de la Universidad de Maine y tras una temporada en blanco, en 2015 ingresó en la Universidad Estatal de Kent para jugar durante una temporada con los Kent State Golden Flashes.
Tras no ser elegido en el Draft de la NBA de 2016, en 2017 llegó a Europa para jugar en el BBC Arantia Larochette de la Total League de Luxemburgo, con el que disputa 14 partidos, anotando una media de 26 puntos por partido.
En la temporada 2018-19 jugó en los Lugano Tigers de Suiza, con el que disputó 27 encuentros de la Liga Nacional de Baloncesto de Suiza, en los que promedió 22,33 puntos por partido.
Durante la temporada 2019-20 juega en el Friburgo Olympic de la Liga Nacional de Baloncesto de Suiza en la que disputa 19 encuentros, promediando 14,84 puntos por partido. También disputaría 6 partidos de la fase de grupos de la Europe Cup y 4 partidos de clasificación para la Basketball Champions League.
El 12 de julio de 2020 fichó por el Telekom Bonn de la Basketball Bundesliga.